# La France M16K
М16К — пистолет-пулемёт, спроектированный фирмой «Ла Франс» в Сан-Диего на основе автомата М16 под патрон .45 АСР.
Оружие использовалось в операциях отрядов специального назначения. Патрон калибра .45 был выбран из-за высокого останавливающего действия пули и большей дальности стрельбы по сравнению с патроном калибра 9×19 мм Парабеллум.
Пистолет-пулемёт использует энергию отдачи полусвободного затвора и ведёт огонь «с закрытого затвора». Он оснащён фиксированным прикладом. Из цилиндрического кожуха наружу выступает часть ствола с привинченным пламегасителем. В ручке для переноски расположен прицел. Задняя часть мушки служит антабкой.